# 500 mil
500 mil är ett svenskt indiepop-band som består av Christel Valsinger (producent och musiker) och Anna Charlotta Gunnarson (sångare och textförfattare). Duon sjunger samhällskritiska indiepop-låtar på svenska. Sedan 2012 har detta självproducerade och självutgivna distansband släppt två EP och ett fullängdsalbum,  blivit omskrivet i pressen, producerat egen musikpodd, samt spelat på bland annat Storsjöyran, Manifestgalan och som förband till Docenterna. November 2024 är bandet aktuellt med en egenskriven föreställning Popdrömmar – ett blandband från 80-talet.

## 500 mil blir till
2012 kände bandmedlemmarna inte varandra. Bosatta i olika städer - Valsinger i Linköping och Gunnarson i Stockholm var de då aktiva som musikjournalister på radiopå var sitt håll. Det var tack vare gemensamma kollegor i radiovärlden - bl.a. dåvarande P3:s redaktör Germund Stenhag - som de knöt kontakt på Twitter. Online diskuterade de sina musikaliska förebilder som bl.a. Kim Wilde och The Bangles, förkärlek till popmusik i allmänhet och hur roligt det vore att starta ett band och göra musik ihop. Tanken lät inte så främmande då båda tjejerna hade varit i ett band förut. Valsinger var gitarrist i The Pusjkins 1992-2004 medan Gunnarson var sångerska i en tjejkvartett Kitty. Bandet hade skapats i samband med ZTV:s talangjakt-program Zoom 96 där Gunnarson var en av programledarna. Kitty deltog dock aldrig i själva tävlingen.
Sommaren 2012 träffades Valsinger och Gunnarson för första gången fysiskt på en musikfestival, Way Out West i Göteborg och där fattade de ett beslut att bygga ett band tillsammans. 500 mil delar med sig av detta ögonblick i bloggen Vakentimmar: "Och över en öl frågar Christel: 'Okej, ska vi ha ett band ihop då?' Anna Charlotta ler förvånat, tvekar. 'Eh, javisst!' säger hon sedan glatt."

### Bandets namn
Låten I'm gonna be (500 miles) och utseendemässiga likheter med den skotska duon The Proclaimers ligger till grund för bandets namn. När det var dags att plåta 500 mils första promobilder skickade Valsinger en bild på The Proclaimers till Gunnarson med ett skämt-förslag att använda denna bild i pressen. Namnvalet förklarar hon för tidningen Corren: "Tvillingarna i den skotska duon har ju också stora glasögon. Dessutom har de låten 'I'm gonna be (500 miles)'. Så då tog vi 500 mil som namn. [...] Och vi skulle gå så långt för musiken."
Bandet är medvetet om att det görs kopplingar mellan deras namn 500 mil och bandet Kent. I Kents Max 500 låttext används nämligen frasen: "500 mil i snön, ett UFO över sjön". Det här sambandet är dock en tillfällighet.

### Debutlåten
Efter hemkomsten från Way Out West sommaren 2012 spelade Valsinger in en röstdemo på sin mobil där hon nynnade en melodislinga med en enda textrad: "How was I to know". Filen skickade hon till Gunnarson. Redan nästa dag fick hon ett svar i form av en färdig låttext. "How was I to know" biten översatte Gunnarson till "Alla andra dar" och använde frasen som titel och i refrängen. Hon valde att skriva på svenska för att kunna uttrycka sig från hjärtat/på djupet.
Alla andra dar släpptes som demo på bandets Soundcloud 26 januari 2014, på digitala strömningstjänster 18 mars 2016 samt som video (regisserad av Johanna Ställberg) 22 juli 2016. Texten är verklighetsbaserad och berättar om Gunnarsons avlidna kvinnliga släkting som inte kom ut som homosexuell utan levde till synes ensam. Det var först efter hennes bortgång som spår av den hemliga samkönade relationen uppdagades. Sången hör till Gunnarsons favoriter, då "den är så trallig och allvarlig på samma gång."
Alla andra dar är i skrivande stund april 2021 bandets fortfarande mest spelade låt på Spotify. 500 mil kommenterar detta i Vakentimmar: "Himla fint - när det alltså också är den första vi skriver. På konserter står folk och grinar längst fram när vi kör den."

### Texterna
Bandets texter blandar allvar och skratt och ställer de vanliga dödligas vardag i fokus. Sångernas jag är ofta individer vars röster annars sällan är hörda och deras berättelser har drag av diskbänksrealism. Texterna, med hjälp av personliga familjeminnen, skildrar också tidsenliga kvinnoroller i samhället. I ett bredare avseende berör bandets texter företeelser som bl.a. homosexualitet och sexuella trakasserier. Vad gruppen uppfattar som klasskillnader samt olika förutsättningar i livet avspeglas också i sångernas berättelser. Texterna beskriver även hur hela samhället förändras och hur historiska förutsättningar - kalla krigets grymma verklighet präglar ens liv. Anna Charlotta Gunnarson berättade för tidningen Corren vad 500 mil-texterna bygger på: "För mig innebär det att hitta något som inte är beskrivet förut. Att ta upp ämnen som jag tycker saknas. Det finns massor av människor, känslor och skeenden som inte är skildrade i popmusiken. Eller som skildras ganska statiskt, som kärlek."

## Produktion
500 mil är ett distansband som producerar och släpper sin musik digitalt. Det mesta av bandets samarbete bygger på online kontakt och filutbyte då bandmedlemmarna har begränsad möjlighet att ses. Detta faktum uppmärksammas av Johan Rödin i Västerviks Tidningen: "Även om det är inte 500 mil mellan dem är det sällan duon träffas rent fysiskt. Anna Charlotta bor i Stockholm, Christel i Linköping. Båda är journalister med fullspäckade scheman, vilket gjort att de fortsatt bolla texter och melodier mellan sig på distans." Som bandet berättar för Fozzie Fanzine och i 500 mil-podden, börjar låtskapandet med en melodibit. Christel Valsinger tänker på vilka melodier som Anna Charlottas röst kan bära så att det inte blir för högt eller för lågt och så spelar hon in en vers, en refräng eller ett stick och skickar som förslag till  sin bandkollega. Texten skrivs till melodin och låten utvecklas och diskuteras online i takt med att filuppdateringarna skickas. Låten Mekano från albumet Åska producerades emellertid i omvänd ordning - Valsinger fick tonsätta en färdig text. Preliminärt komponerande och inspelningarna av körer samt synth-och gitarrpartier görs i Valsingers hemmastudio, där även demoversioner av låtarna spelas in. Grunderna med leadsång, trummor och bas spelas in i sällskap av inlånade musiker i Jörgen Wärnströms studio Lyckan. Förutom sin producerande roll spelar Wärnström dessutom bas såväl på bandets studioproducerade EP och album, som live.
2014-2018 fick 500 mil sitt skivsound tack vare följande studiomusiker och instrument: Anna Charlotta Gunnarson (sång), Christel Valsinger (gitarr), Jörgen Wärnström (bas), Carolina Carlbom (trummor), Jonathan Svensson (trummor och kongas), Anna Lindberg (piano), Katarina "Katti" Jacobsson (piano och orgel), Maria Arnqvist (altsaxofon), Cecilia Österholm (nyckelharpa).
2020 gick Valsinger en produktionskurs så nästan hela produktionen av EP:n USA-Sovjet skedde i hennes hemmastudio i källaren utan bistånd av externa musiker. Resultatet blev ett råare, modernare och sampling-baserat sound med synthiga och elektroniska inslag.

### Videor
500 mil har en egen Youtubekanal där bandet har publicerat korta hälsningar och egenproducerade videor till låtarna från EP:n Grand Finale och fullängdaren Åska. Följande 8 videor har släppts: Här ligger landet (26 februari 2016), Som en saga (15 mars 2016), Alla andra dar (22 juli 2016), Verklighetens tomtebloss (01 december 2016), Chokladmuffins, goda april -81 (03 december 2017), Verklighetens tomtebloss textvideo (11 december 2017), Voyager Golden Record (01 mars 2018), Mekano, andra delen (23 maj 2018).
Bandets första utgivna video illustrerar sången Här ligger landet med en samling av bilder på svenskt landskap och 500 mils privata familjefoton från 70- och 80-talet.
I videon till Som en saga myllrar det av diverse kulturprofiler kända från svensk radio, TV, tidningar och scener. De medverkande spelade in sig själva mimande till låttexten och Anna Charlotta Gunnarson gjorde all klippning och redigering.
Videon till Mekano, andra delen som består av närmare 600 svartvita drömsekvens-liknande stillbilder tog bandet ett år att klippa färdigt och resulterade i att Gunnarsons dator drog sitt sista andetag. Handlingen utspelar sig i ett ödehus bland kanyler på golvet och urklipp om olösta mord på väggarna, vilket gör ett olustigt intryck. Bandet kallar videon en "miniskräckis". Gunnarson berättar om redigeringsarbetet för musikmagasinet Hymn: "Datorn kraschade fyra gånger men det var roligt att få leva ut min inre Hitchcock."

### 500 mil-podden
I samband med släppet av EP:n USA-Sovjet hösten 2020 fattade bandet ett beslut att göra en podd. Avsikten var att prata 500 mil-minnen och berätta hur själva EP:n hade blivit till. Varje poddavsnitt döptes därför efter en låt från EP:n. Podden var tänkt som ett sätt för bandmedlemmarna att närma sig sina fans men även varandra som musiker i större utsträckning än under de sporadiska bandmötena där allt fokus läggs på studioarbetet. Båda musikerna är engagerade i jämställdhetstematikenoch har länge haft ambitionen att inspirera andra kvinnliga musiker att bygga band oavsett hur gamla de är. I podden diskuterar Gunnarson och Valsinger hur förutsättningar som bl.a. ålder och kön påverkar ens chanser att bli framgångsrik i musikvärlden. 500 mil som är ett tjejband som byggdes efter båda medlemmarna hade fyllt 40 använder sitt eget exempel för att lyfta den osynliga ålderströskeln för kvinnor i musikindustrin. I avsnittet Var kommer barnen in - ursprungligen tänkt som det sista - avslöjade bandet att de skulle fortsätta göra podd, då som de själva uttryckte sig: "det finns så många andra  500 mil-låtar att prata om." 500 mil-podden finns på Spotify och de flesta podd-platformerna. Under perioden 14 november - 19 december 2020 publicerades det 6 poddavsnitt.

### Live
Bandets debutspelning skedde 2014 på Sagateatern i Linköping. Sommaren 2016 följde klubbspelningarna i Norrköping (klubb Pang) och Tranås (Plan B). Norrköpings Tidning som recenserade 500 mils spelning på klubb Pang uppmärksammade bandet för dess sound som "är skönt, lätt och friskt som en sommardrink men med stänk av syrlig citron". Sen dess har 500 mil också byggt scenerfarenhet tack vare släppfester samt större open-air musikfestivaler. 500 mil gästspelade på Storsjöyran i Östersund, som första bokade bandet, Kulturkalas i Göteborg samt Pop Up i Hultsfred. Arrangörerna av Storsjöyran minns 500 mil som erbjöds att delta i festivalen: "Vi fick en länk med musik strax efter jul. Inget konstigt med det, sådant händer i stort sett varje dag. Men detta var inte vad som helst, det var 500 Mil och vi föll handlöst." År 2018/19 spelade 500 mil som förband till Docenterna i Stockholm (Nalen) och Göteborg (Brewhouse). Vintern 2020 deltog 500 mil i Manifestgalan - en prisutdelning arrangerad av Svenska Oberoende Musikproducenter (SOM) där bandet premiärspelade Carpe diem.
Sedan senhösten 2016 är 500 mil kontrakterat till bokningsföretaget United Stage som har arrangerat de flesta av bandets konserter. 500 mil i live formatet består av följande konstellation av musiker: Maria Bergström, David Pärsson, Jörgen Wärnström, Katti Jacobsson, Jonathan Svensson och Kribbe Nilsson. 500 mil spelade live i:
| Datum      | Gig                                                   |
| ---------- | ----------------------------------------------------- |
| 01.03.2014 | Linköping, Move Over Sagateatern                      |
| 01.05.2014 | Stockholm, Debaser (släppfest)                        |
| 28.06.2016 | Norrköping, Klubb Pang, Arbis                         |
| 27.07.2016 | Tranås, Plan B                                        |
| 29.07.2016 | Östersund, Storsjöyran (festival)                     |
| 20.08.2016 | Göteborg, Kulturkalas (festival)                      |
| 10.12.2016 | Linköping, Liveklubben 174 Palatset                   |
| 21.04.2018 | Linköping, Recordstore Day Bengans                    |
| 28.09.2018 | Hultsfred, Pop Up (festival)                          |
| 12.10.2018 | Stockholm, Nalen (förband till Docenterna)            |
| 27.10.2018 | Stockholm, Scalateatern (förband till Catenary Wires) |
| 20.12.2018 | Linköping, Kulturgille                                |
| 29.03.2019 | Göteborg, Brewhouse (förband till Docenterna)         |
| 07.05.2019 | Stockholm, Pop House (släppfest)                      |
| 20.11.2019 | Linköping, Folkbildarforum                            |
| 14.02.2020 | Stockholm, Nalen (Manifestgalan)                      |

## Diskografi
500 mil är inte kontrakterat till något skivbolag utan släpper sin musik digitalt på bland annat Spotify, iTunes och Deezer. Bandets enda fysiska utgåva är en 7" vinylsingel Voyager Golden Record släppt 01 mars 2019.

### EP Grand Finale
18 mars 2016 släpptes 500 mils första EP Grand Finale:
| 1.           | Som en saga                           | 3:01  |
| 2.           | Till Agnetha                          | 5:16  |
| 3.           | Här ligger landet (med Siri Karlsson) | 3:55  |
| 4.           | Alla andra dar                        | 2:50  |
| 5.           | Vägarna förbi                         | 3:41  |
| Total längd: | Total längd:                          | 18:43 |

Enligt Christel Valsinger är EP:n resultatet av ett hårt arbete som jämförs med en resa där vardag, jobb och familjeliv gjorde sig påminda. "Det känns bra att börja med ett festligt slut. [...] En resa är slut, och nu hoppas vi att en ny börjar." förklarar hon för tidningen Corren. Tidningen QX beskriver debuten som "en musikalisk bok om vår samtid" och tolkar soundet som "en blandning mellan en tidig Annika Norlin och ett svenskt The Bangles."
Håkan Steen recenserar Som en saga i Aftonbladet som en sång som är "ahaa-hittig" och gör honom glad.
Till Agnetha är tillägnad bandets idol Agnetha Fältskog. Låtidén föddes i samband med 500 mils första spelning då Anna Charlotta värmde upp sin röst sjungande Agnetha-låtar. Christel Valsinger föreslog att hylla sångerskan genom att skriva en låt om henne. "Du skulle äga miljoner, om tårar var guld du blev en miljonär" -är en referens till Agnethas självskrivna singel Om tårar vore guld.
Här ligger landet är en sång om Sverige under förvandling och råkar ha samma titel som Upplandssången - en studentsång som sjungs på sittningar för studerande vid Uppsala universitet.
Alla andra dar är bandets första låt och beskrivs av tidningen QX som bandets homohyllning och utses i april 2016-upplagan till "bästa låten och bästa texten på månadens bästa EP!" Christel Valsinger berättar att många reagerade starkt på sången och hörde av sig till bandet med sina egna släkthistorier där vederbörande inte kunde leva öppet i sina kärleksrelationer.
Vägarna förbi använder i texten uttrycket "grand finale" som är namnet på 500 mils EP. På konserterna byter bandet ofta ut textraden "vägarna förbi - dem kan du låta bli" till "vägarna förbi - dem kan du ge fan i". Ihop med Alla andra dar är det den sång som Anna Charlotta Gunnarson är mest stolt över.

### Album Åska
31 augusti 2018 släpptes 500 mils första fullängdsskiva Åska:
| 1.           | Det skulle bli sommar          | 3:15  |
| 2.           | Oliver Twist                   | 3:44  |
| 3.           | Voyager Golden Record          | 4:26  |
| 4.           | Mekano                         | 4:16  |
| 5.           | Mekano, andra delen            | 4:01  |
| 6.           | Assistenten                    | 4:53  |
| 7.           | I oktober                      | 1:27  |
| 8.           | Kalle jag har din jacka kvar   | 2:50  |
| 9.           | Chokladmuffins, goda april -81 | 5:05  |
| 10.          | Karlavagnen                    | 4:29  |
| Total längd: | Total längd:                   | 38:30 |

Skivan fick 4 av 5 i betyg från Johan Linqvist i Göteborgs Posten som beskriver sångerna som "förrädisk popmusik som lämnar dig sargad och sårig" då det låter snällt på ytan "men låtarna är fulla av små vassa krokar." Skribent-kollegan Martin Högqvist på Borås Tidning bedömer albumet som 2 av 5 eftersom, "trots de rätta förutsättningarna, hittar bandet ändå inte rätt formel på debuten."
Textbiten i Det skulle bli sommar som lyder: "De sa ju det skulle bli sommar, bara nån sätter fart" är en referens till öppningsfrasen i Idas sommarvisa.
Voyager Golden Record är ett resultat av bandmedlemmarnas funderingar över livets förgänglighet och vad man egentligen minns om dem som inte längre finns kvar på jorden. I sången nämner bandet en rad artister som de skulle vilja rädda från glömskan. Martin Högqvist på Borås Tidning kallar sången existentiell och Annika Norlin-aktig och enligt honom "albumets helt klart största ögonblick."
Assistenten skrevs redan 2017 men släpptes ett år efter metoo fick uppmärksamhet i media. Sången, som enligt textförfattaren är en hyllning till kvinnor som berördes av manligt förtryck, beskriver en historia om en ung kvinnlig journalist-assistent som faller offer för tvetydiga insinuationer. När chefen informeras tar han inte ansvar genom att stödja och agera själv, vilket kan uppfattas som svek.

### EP USA-Sovjet
19 november 2020 släpptes 500 mils andra EP USA-Sovjet:
| 1.           | Detaljer                                                              | 3:30  |
| 2.           | Vid karaoken pågår ett bråk                                           | 3:31  |
| 3.           | Där jag inte är                                                       | 3:52  |
| 4.           | Carpe diem                                                            | 3:47  |
| 5.           | Var kommer barnen in (originalet inspelat av Hansson de Wolfe United) | 3:51  |
| Total längd: | Total längd:                                                          | 18:31 |

Inspirationen till EP:n, vars namn refererar till kalla krigets antagonistiska aktörer USA och Sovjetunionen, var Gunnarsons besök på Stasimuseet i Berlin. Bandets dystopiska texter kretsar kring vardagen präglad av angiveri, övervakning  och propaganda. Soundet blev mer elektroniskt, synthigt och dansant och produktionen skedde i Valsingers källarstudio utan inlånade musiker.
Carpe diem som blev första singeln från EP:n begrundar människans strävan efter att vara lycklig och reflekterar över quick-fix själv-hjälp lösningar tänkta att få en att bli nöjd med sitt liv.
Idén att spela in en egen tolkning av Hansson de Wolfe Uniteds Var kommer barnen in kom från bandets basist Jörgen Wärnström efter en 500 mil-spelning i december 2018. Som Christel Valsinger berättar i en radiointervju för Mathias Lindholm på RadioFredag.se var bandets ambition att "hitta själen i låten men använda sig av lite modernare element" som samplingar av bland annat en gaffeltruck. Låten hamnar på 50:e plats på Drefvets Årets 100 bästa låtar 2020 och EP:n beskrivs som "finfin 80-talsbestruken pop som ändå inte känns daterad."
I Vid karaoken pågår ett bråk sjungs ”farväl” på engelska, ryska och tyska. Ordet blir ett symboliskt avsked från kalla krigets förträngda minnen. I textbiten "And a loner sjunger Born to be alive" hänvisar Gunnarson till en av sina favorit-tidsfördriv – att sjunga karaoke. 
I sin Speldosa utser Tidningen QX Vid karaoken pågår ett bråk till höstens 2020 bästa låttitel.

### Demos och singlar
Åren 2014-2025 släppte 500 mil följande digitala demos och singlar:
| 1.  | Alla andra dar (26 januari 2014 Soundcloud demo)                 | 2:46 |
| 2.  | Låna mig lurarna (9 februari 2014 Soundcloud demo)               | 2:59 |
| 3.  | Debbi Vicki Michael & Susanna (26 februari 2014 Soundcloud demo) | 2:36 |
| 4.  | Här ligger landet (16 mars 2014 Soundcloud demo)                 | 4:04 |
| 5.  | Faller en så faller alla (17 november 2016)                      | 3:47 |
| 6.  | Verklighetens tomtebloss (1 december 2016)                       | 3:58 |
| 7.  | Chokladmuffins, goda april -81 (24 november 2017)                | 5:05 |
| 8.  | Voyager Golden Record (28 februari 2018)                         | 4:26 |
| 9.  | Kalle jag har din jacka kvar (23 mars 2018)                      | 2:50 |
| 10. | Assistenten (19 oktober 2018)                                    | 4:53 |
| 11. | Assistenten Silva remix (21 november 2018)                       | 4:28 |
| 12. | Carpe diem (12 mars 2020)                                        | 3:47 |
| 13. | Var kommer barnen in (14 maj 2020)                               | 3:51 |
| 14. | Ettan på Tracks (23 augusti 2024)                                | 4:34 |
| 15. | Folkets hus (25 oktober 2024)                                    | 3:15 |
| 16. | Debbi Vicki Michael & Susanna (24 januari 2025)                  | 2:45 |

Debbi Vicki Michaael & Susanna är tillägnad 500 mils 80-tals idoler The Bangles.
Faller en så faller alla lyfter behovet av att göra rätt i livet, stå för sina gärningar och inte falla för grupptrycket. Johan Alexed skriver i bloggen Popmuzik att låten är som "popkaramell med stark melodi och text som får en att stanna upp och lyssna lite extra."
Anna Charlotta Gunnarson berättar för SVT:s Morgonstudion att tanken bakom Verklighetens tomtebloss var att skriva en jullåt som skulle skilja sig från de typiska jullåtarna. Därför valde hon att skildra två yrkesverksamma individer - en taxichaufför och en sjuksköterska som jobbar på julafton när de flesta andra sitter hemma och dricker glögg. Musikmagasinet Hymn ser låten som en "kärleksförklaring till dem som väljer bort familjemiddagar och paketöppning för att hjälpa andra." Sången är den enda duetten i 500 mils historia. I låten tar Valsinger över efter första refrängen.
Ettan på Tracks berättar om 80-tals småstadsverklighet skildrad av en femtonåring och är bandets hyllning till ett svenskt radioprogram Tracks där musiktopplistan presenterades varje lördag. Låten fick beröm av själva programledaren Kaj Kindvall som hade blivit kontaktad av Anna Charlotta Gunnarson inför singelsläppet. Sången är även ledmotivet till 500 mils föreställning Popdrömmar - ett blandband från 80-talet som spelas mellan hösten 2024 och våren 2025.